# マックス・ケラーマン

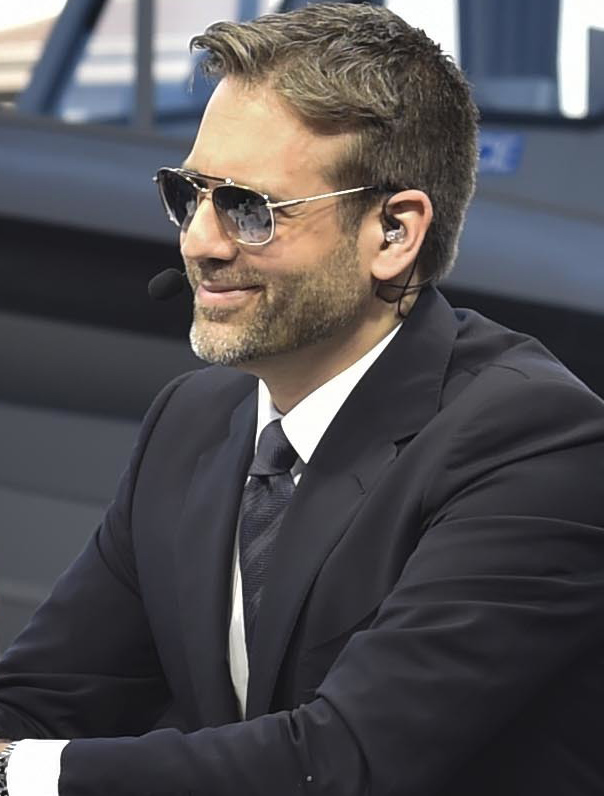
マックス・ケラーマン

マックス・ケラーマン（Max Kellerman、1973年8月6日 - ）は、アメリカ合衆国のボクシング解説者、及びスポーツ番組のホスト。ニューヨークのグリニッジ・ヴィレッジ出身。HBO及びESPN、ESPN2のボクシング中継で解説者を務めていた。

## 経歴・人物
ニューヨークのブロンクスで生まれ、グリニッジ・ヴィレッジで育つ。10代の時に、ニューヨーク市の市民メディアでボクシング番組を持ったことで初めてボクシング放送関連に従事した。大学を卒業後、1998年からESPN2の「フライデーナイトファイト」の解説者として採用される。その後「ボクシングアフターダーク」で採用され、2007年からは「ワールドチャンピオンシップボクシング」でHBOが番組を打ち切る2018年まで解説と試合後のインタビュアーを担当した。
2014年8月8日、ESPNのラジオ番組でケラーマンが結婚前に妻を殴ったことがあると発言、この発言でケラーマンはESPNより一時出入り禁止処分を下される。
2016年7月25日から2021年9月1日までスティーブン・A・スミス、モリー・ケリムと共にESPNで「ファースト・テイク」のホストを務めていた。
2023年6月30日、ESPNを解雇される。ESPNではフライデーナイトファイトを皮切りに以降断続的に25年間にわたって、「ディス・ジャスト・イン・ウィズ・マックス・ケラーマン」「マックス・オン・ボクシング」などテレビ及びラジオ番組のホストを務めていた。

## 兄弟の殺人
2004年10月17日にロサンゼルスのアパートで弟のサム・ケラーマン（当時29歳）が死体で発見され、10月27日に容疑者としてサムの10年来の友人であったボクサーのジェームズ・バトラーが逮捕される。当初は犯行を否定していたバトラーだったが、サムの頭を繰り返しハンマーで殴り殺した後、証拠隠滅のためにアパートに火をつけたことを認め、2006年に懲役29年が宣告された。